# Гиподерма
Эта статья по общей анатомии. О гиподерме позвоночных см. статью: Подкожная ткань.
Гиподе́рма (от греч. ὑπο — «под», «внизу» и δέρμα — «кожа») — слой покровов организма, обычно лежащий глубже поверхностного слоя.

## В зоологии
В зоологии традиционно называют эпидермис (покровный эпителий) беспозвоночных животных, который выделяет кутикулу. Гиподерма имеется у членистоногих, нематод, головохоботных и др. У некоторых групп (например, у большинства взрослых нематод) гиподерма представляет собой синцитий. В составе гиподермы обычно присутствуют железистые и сенсорные клетки, а также особые клетки, участвующие в образовании щетинок.
Гиподермой называют также синцитиальный слой покровов мирацидия трематод, лежащий под эпителиальными пластинками.

## В ботанике
В ботанике гиподермой называют ткань из одного или нескольких слоев клеток, лежащих под эпидермисом листьев и молодых побегов, реже под эпиблемой корней. Гиподерма может образовываться за счет делений клеток как эпидермиса, так и глубжележащей паренхимы и состоять из запасающих или механических клеток. Часто гиподерма присутствует в листьях ксерофитов и суккулентов, она присутствует также в листьях хвойных. Иногда гиподерма описывается как особая разновидность колленхимы.

## В анатомии и косметологии
В косметологии, реже в анатомии человека гиподермой иногда называют подкожную жировую ткань.
 